# Germán Caicedo
Germán Caicedo (Cali, Valle del Cauca, Colombia; 25 de agosto de 1977) es un exfutbolista colombiano. 
A mediados de 2008 llega a Bogotá para jugar con La Equidad, club del cual sale en el mes de noviembre de 2009. Por ello, llega al Cúcuta Deportivo, club donde sólo jugó seis meses. Para el segundo semestre del 2010 juega con el América de Cali. Sale del equipo a final de año.

## Clubes
| Club                 | País       | Año         |
| -------------------- | ---------- | ----------- |
| América de Cali      | Colombia   | 1999        |
| Deportes Tolima      | Colombia   | 2000 - 2001 |
| Once Caldas          | Colombia   | 2001        |
| Deportes Tolima      | Colombia   | 2002 - 2003 |
| Deportivo Pasto      | Colombia   | 2003        |
| Cortuluá             | Colombia   | 2004        |
| Pérez Zeledón        | Costa Rica | 2005        |
| América de Cali      | Colombia   | 2005        |
| Depor F. C.          | Colombia   | 2006        |
| Atlético Huila       | Colombia   | 2006 - 2007 |
| Deportivo Cali       | Colombia   | 2007        |
| Atlético Bucaramanga | Colombia   | 2008        |
| La Equidad           | Colombia   | 2008 - 2009 |
| Cúcuta Deportivo     | Colombia   | 2010        |
| América de Cali      | Colombia   | 2010        |
| Depor F. C.          | Colombia   | 2011        |
| Bogotá F. C.         | Colombia   | 2011        |

## Palmarés

### Campeonatos nacionales
| Título        | Club       | País     | Año  |
| ------------- | ---------- | -------- | ---- |
| Copa Colombia | La Equidad | Colombia | 2008 |